# Kuyucak, Keçiborlu
Kuyucak là một xã thuộc huyện Keçiborlu, tỉnh Isparta, Thổ Nhĩ Kỳ. Dân số thời điểm năm 2011 là 263 người.